# Ido Cattaneo
Ilario "Ido" Cattaneo (ur. 25 lipca 1905 w Laino, zm. 7 czerwca 2000 w Sankt Moritz) – włoski narciarz alpejski. Wywalczył brązowy medal w biegu zjazdowym ex aequo ze Szwajcarem Heinzem von Allmenem podczas mistrzostw świata w Sankt Moritz w 1934 roku. Wyprzedzili ich jedynie David Zogg ze Szwajcarii oraz reprezentujący III Rzeszę Franz Pfnür. Był to pierwszy w historii medal mistrzostw świata dla Włoch w tej konkurencji. Na tej samej imprezie Cattaneo zajął 33. miejsce w slalomie, a w kombinacji uplasował się na 19. pozycji.

## Osiągnięcia

### Mistrzostwa świata
| Miejsce | Dzień     | Rok  | Miejscowość  | Konkurencja | Czas biegu | Strata     | Zwycięzca   |
| ------- | --------- | ---- | ------------ | ----------- | ---------- | ---------- | ----------- |
| 3.      | 15 lutego | 1934 | Sankt Moritz | Zjazd       | 4:27,2     | +25,4      | David Zogg  |
| 33.     | 17 lutego | 1934 | Sankt Moritz | Slalom      | 1:49,0     | +29,7      | Franz Pfnür |
| 19.     | 17 lutego | 1934 | Sankt Moritz | Kombinacja  | 99,23 pkt  | -14,33 pkt | David Zogg  |